# Маленький Будда
«Маленький Будда» (англ. Little Buddha) — кинофильм режиссёра Бернардо Бертолуччи, главные роли в котором исполнили Бриджит Фонда, Крис Айзек и Киану Ривз, который играет самого Будду.

## Сюжет
Группа буддистских монахов под предводительством Ламы Норбу ищет реинкарнацию его учителя Ламы Дордже. Он находит трёх детей, возможных перевоплощений этого учителя: мальчика Джесса Конрада из Сиэтла, беспризорника из Катманду и девочку из знатной индийской семьи. Вместе они отправляются в Бутан, где дети должны подвергнуться испытанию, чтобы выяснить, кто из них является истинной реинкарнацией. Сюжет тесно связан с буддизмом, параллельно идёт вторая линия повествования фильма, биографическая — о жизни Будды Гаутамы.

## В ролях
- Киану Ривз — Сиддхартха
- Крис Айзек — Дин Конрад
- Бриджит Фонда — Лиза Конрад
- Руочен Ин — лама Норбу
- Алекс Уисендэнджер — Джесс Конрад
- Раджу Лал — Раджу
- Согьял Ринпоче — Кенпо Тензин
- Джо Чампа — Мария

## Интересные факты
- События в Непале снимались вокруг знаменитой ступы Боднатх.
- Роли некоторых лам в фильме исполняют известные деятели современного буддизма, в частности, Кхьенце Норбу. Они же выступили консультантами режиссёра относительно затрагиваемых в картине аспектов буддийской жизни.
- События в Бутане снимались непосредственно в Паро, в крепости-монастыре Ринпунг-дзонг.

## Награды и номинации
- 1994 — премия «Серебряная лента» Итальянского национального синдиката киножурналистов за лучшую операторскую работу (Витторио Стораро)
- 1995 — номинация на премию «Грэмми» за лучшую инструментальную композицию к фильму (Рюити Сакамото)
- 1995 — номинация на премию «Золотая малина» худшей новой звезде (Крис Айзек)